# 圏同値
数学、とりわけ圏論において、圏同値（けんどうち、英: equivalence of categories）とはふたつの圏が「本質的には同じである」という関係のことをいう。
多くの分野で圏同値の例がある。
圏同値を示すことで、対象になっている数学的な構造の間に強い相関関係があることがわかる。
場合によっては、その構造は表面的には無関係に見えるので、圏同値は有用である；
つまりある定理を異なる数学的構造の定理に「翻訳」できることがある。
もしある圏が別の圏の双対圏と圏同値ならば、ふたつの圏は双対同値と言い、圏双対について論じることができる。
圏同値は圏の間の「可逆な」関手から成る。
しかしながら代数的な設定の下における同型とは異なり、関手とその「逆関手」の合成が恒等写像である必要はない。
その代わりに各対象が合成の像と自然同型であればよい。
そのため、このことはふたつの関手が「同型を除いて逆関手」であると言われたりする。
実際に圏同型という概念もあり、こちらは本当に関手が逆関手であることを要求するが、圏同値の概念に比べると実用性を欠く。

## 定義
形式的には、ふたつの圏 C と D の圏同値はふたつの関手 F : C → D, G : D → C とふたつの自然同型 ε : FG → ID, η : IC → GF から成る。
ここで FG : D → D, GF : C → C はそれぞれ F と G の合成を表し、IC, ID は圏 C, D 上の恒等関手を表す。
もし F, G が反変関手のときは、代わりに圏双対と言う。
実際には上のすべての情報が指定されないこともしばしばである。
たとえば、ふたつの圏 C, D の間に圏同値（圏双対）があるときに、圏 C, D は圏同値
（圏双対）であると言ったりする。
さらに逆関手 G や自然同型 ε, η が存在するときに、関手 F が圏同値であると言ったりもする。
しかし関手 F に関する知識から普通は逆関手 G と自然同型 ε, η を復元することはできず、いくつもの可能性が残ることがある。

## 特徴づけ
関手 F : C → D が圏同値を定める必要十分条件は以下の3条件を満たすことである。
充満関手任意の C のふたつの対象 c1, c2 について、関手 F の誘導する写像 HomC(c1, c2) → HomD(Fc1, Fc2) は全射
忠実関手任意の C のふたつの対象 c1, c2 について、関手 F の誘導する写像 HomC(c1, c2) → HomD(Fc1, Fc2) は単射
本質的全射任意の D の対象 d は C のある対象 c の像 Fc と同型
随伴関手と密接に関連する概念もある。
関手 F : C → D, G : D → C について次の3つの条件は同値である。
- 自然同型 FG → ID, IC → GF が存在する
- F は G の左随伴関手で、ふたつの関手は充満かつ忠実である
- G は F の右随伴関手で、ふたつの関手は充満かつ忠実である

したがってふたつの関手の間の随伴性は「非常に弱い形の同値関係」と見ることもできる。
随伴関手の間の自然変換が与えられているとすると、これらすべての定式化から必要な情報を明示的に構成することができて、どれを選ぶか決める必要がない。
ここで証明しなければならない要となる性質は随伴の counit が同型である必要十分条件が右随伴が充満かつ忠実となることである。

## 例
- 1つの対象 c と1つの射 1c を持つ圏 C と2つの対象 d1, d2 と4つの射 (2つの恒等射 1d1, 1d2 と2つの同型射 α : d1 → d2、β : d2 → d1) を持つ圏 D を考える。C, D は圏同値である。たとえば、c を d1 に移す関手 F と D のすべての対象を c に移し、すべての射を 1c に移す関手 G を取れば良い。

- 一方、1つの対象と1つの射を持つ圏 C と2つの対象と2つの恒等射のみを持つ圏 E は E の2つの対象が同型ではないので、圏同値ではない。

## 性質
大雑把に述べて圏同値は「圏論的な」すべての概念と性質を保つ。たとえば F : C → D が圏同値のとき次が成り立つ。
- 圏 C の対象 c が始対象（あるいは終対象、零対象）である必要十分条件は圏 D の対象 Fc がそうであることである。
- 圏 C の射 α が単射（あるいは全射、同型射）である必要十分条件は圏 D の射 Fα がそうであることである。
- 関手 H : I → C が極限（あるいは余極限) l を持つ必要十分条件は関手 FH : I → D が極限（あるいは余極限） Fl を持つことである。これは等化子、直積、や直和などにも適用できる。核や余核に適用すれば圏同値 F は完全関手であることがわかる。
- 圏 C がデカルト閉（あるいはトポス）である必要十分条件は圏 D がそうであることである。

双対性はすべての概念を「逆転」させる。始対象は終対象に、単射は全射に、核は余核に、直積は直和になど。
F : C → D を圏同値とし、G1 と G2 を関手 F の逆とすれば、G1 と G2 は自然同型である。
F : C → D を圏同値とし、圏 C が前加法圏（あるいは加法圏、アーベル圏）ならば関手 F が加法的になるようにして圏 D もそうなる。一方、加法的圏の間の圏同値は加法的でなければならない。（最後の主張は前加法圏の間では正しいとは限らない。）
圏 C の自己同値とは圏同値 F : C → C のことである。圏 C の自己同値は自然同型な自己同値を同一視することによって合成に関して群をなす。この群は本質的に圏 C の「対称性」を捉えている。（注意：もし C が小圏でなければ、圏 C の自己同値は集合ではなくクラスをなすかもしれない。）